# Вторая мировая война (Энтони Бивор)
«Вторая мировая война» — исторический обзор Второй мировой войны, написанный в 2012 году британским историком Энтони Бивором. Книга начинается с японского вторжения в Маньчжурию в 1931 году и охватывает всю Вторую мировую войну. Заканчивается окончательной капитуляцией сил Оси.

## Содержание
Во введении Бивор рассказывает о Ян Кёнджоне, корейском солдате, насильно призванном в Квантунскую армию, затем взятом в плен Красной армией и Вермахтом, а в конечном итоге захваченном американскими войсками . Он также обсуждает предысторию войны, включая восхождение нацизма в Германии после Первой мировой войны и формирование союзов с Италией и Японией.
На протяжении большей части книги Бивор соблюдает хронологию основных событий, из-за чего повествование перемещается с одного театра военных действий на другой. Он начинает с описания вторжения Германии в Польшу, союза Германии с Советским Союзом и вторжения во Францию. Одновременно присутствуют главы, посвящённые Второй китайско-японской войне, а также другие, в которых описываются мировые события.
Затем перспектива расширяется, включая в себя Средиземноморский и Ближневосточный театр военных действий, Битву за Атлантику, Битву за Британию и Балканскую кампанию.
После этого происходит существенное смещение акцента на Восточный фронт, в книге подробно описывается операция «Барбаросса», битва за Москву, операция "Блау " и эпическая битва за Сталинград, эпизод, о котором Бивор ранее писал в отдельнои исследовании. Одновременно он также отображает события Перл-Харбора, последующие действия в Азии, на Тихом океане, в Северной Африке, а также Холокост.
Описывая второй этап войны, когда союзники смогли равзвернуть ход войны в свою пользу, Бивор подробно останавливается на операции «Факел», американских победах на Тихом океане и советском наступлении на Восточном фронте, вторжении на Сицилию и в Италию. Во временной отрезок, который Бивор называет «Весной ожиданий», союзники начинают крупные наступления против сил Оси на всех фронтах: Советы успешно продвигаются на запад, в то время как западные союзники начинают операцию «Оверлорд», и японцам наносятся многочисленные поражения.
В повествовании о последних днях войны Бивор рассказывает о лихорадочной гонке за Берлин между западными союзниками и Советами, а также о падении нацистского режима. После падения Берлина, ещё одной темы, о которой Бивор писал ранее, Бивор обращается к атомной бомбардировке и капитуляции Японии. В заключение он рассказывает о разрушениях, вызванных войной.
Подробно описываются многочисленные важные фигуры в войне, включая не только важных национальных лидеров (Рузвельт, Черчилль, Сталин, Гитлер, Муссолини, Хидэки Тодзё, Чан Кайши), но и отдельные военные (Манштейн, Роммель, Ямамото, Жуков, Монтгомери, Эйзенхауэр, Макартур и другие) и менее известные политические деятели.

## Рецензии
«Вторая мировая война» — одно из значительных произведений Бивора, получившее в основном положительные отзывы. The Guardian похвалил его рассказ о Восточном фронте, но раскритиковал его описание Второй китайско-японской войны и её быстрого темпа. В других рецензиях хвалили глобальный масштаб книги и её захватывающее повествование, а также внимание, уделённое малоизвестным аспектам войны.

## Мнения

### Противостояние левых и правых
Одной из сквозных тем книги Бивора «Вторая мировая война» является конфликт между левыми и правыми партиями, представлявшими крайние полюса идеологического спектра в мире. Нацистская Германия и её союзники представляли крайне правых, в то время, как Советский Союз и коммунистический Китай представляли крайне левых. Бивор не принимает ничью сторону в этом конфликте; он считает, что обе стороны совершили серьёзные военные преступления против своих противников. В некотором смысле война смешала представления о политических и идеологических границах, когда образовался союз Советов с нацистской Германией на первом этапе Мировой войны; хотя позднее нацистская Германия и Советский союз вновь провозгласили идеологические разногласия главной мотивацией войны.

### Коммунистический Китай
Бивор весьма критически относится к коммунистическому Китаю и Мао Цзэдуну. Он считает, что националистический Китай под руководством Чан Кайши предпринял большую часть усилий в борьбе с японцами, несмотря на серьёзную нехватку снабжения, в то время, как коммунисты принимали незначительное участие в боевых действиях. Вместо этого их настоящей целью было накопить силы для предстоящей гражданской войны против националистов. Бивор в своей книге утверждает, что коммунисты на самом деле пошли даже дальше и подписали секретные соглашения с японцами о взаимном нейтралитете.
Бивор также выступил с критикой некоторых устоявшихся взглядов на отдельных генералов, участвовавших в войне; в частности, он пишет, что репутация Бернарда Монтгомери и Эрвина Роммеля сильно преувеличена.